# Foque

Aparejo de cúter o balandro:
A = Vela mayor
B = Vela de estay de trinquete
C = Bauprés
D = Foque
E = Petifoque

Foque es la denominación general de todas las velas triangulares que se amuran entre el palo trinquete y el bauprés, entre  y sus botalones (mástil largo que forma parte del bauprés). Por excelencia y peculiarmente, se dice de la principal de todas ellas, que se iza en la encapilladura del velacho y se amura en el botalón de su mismo nombre. Los foques de las embarcaciones de vela latina se llaman pollacas.

## Clases de foques
| No | Foque           | Descripción |
| -- | --------------- | --- |
| 1  | Foque principal | El que se larga en el nervio que va desde la encapilladura de velacho a la punta de botalón de su nombre.                                                                                        |
| 2  | Fofoque         | El segundo foque que en algunos buques se iza entre el foque principal y el contrafoque, haciendo firme su amura o medio botalón, o se despliega sobra una raca para amurarlo más o menos fuera. |
| 3  | Contrafoque     | |
| 4  | Petifoque       | Es un foque más pequeño que el principal, que corre por un nervio que va desde la encapilladura del mastelero de juanete de proa a la punta de botalón de petifoque.                             |
| 5  | Trinquetilla    | |
| 6  | Foque volante   | Foque que se larga por alto entre el foque principal y el petifoque. Un sexto foquecillo, si se incluye la trinquetilla y el fofoque que suele ponerse en tiempos de bonanza.                    |

- Foque de capa de balandra: el de un tercio menor que el ordinario de esta embarcación, al cual sustituye en el mal tiempo.
- Foque de abanico: el foque en forma de concha o abanico cuyos paños se concentran en un punto de la escota.[1]
- Parabólico: el foque cuyo grátil y pujamen son curvos o formados por líneas parabólicas.[1]
- Foque grande (Primer foque): el mayor de los tres que comúnmente se usa según la fuerza del viento, en balandros y faluchos que no llevan foques envergados.[1]
- Foque de caza: el de mayor tamaño de las barcos corsarios de vela latina, destinado a largarlo cuando se da caza.[1]

Diferencia entre un foque a la izquierda, con un génova aproximadamente 110%, a la derecha. El triángulo de proa está resaltado en rojo.
El petifoque es la vela roja.

Principales partes de una embarcación de vela.
1 - vela mayor 2 - foque 3 - spinnaker 4 - casco 5 - quilla (en la imagen, una orza) 6 - timón 7 - skeg o alerón 8 - mástil 9 - cruceta 10 - obenque 11 - amura de mayor 12 - botavara 13 - mástil 14 - tangón 15 - backstay 16 - estay de proa 17 - contra